# Altyn Asyr FK
El Altyn Asyr Futbol Kluby és un club de futbol de Turkmenistan de la ciutat d'Aşgabat. Altyn Asyr significa "Segle d'Or".
Va ser fundat l'any 2008. En el seu palmarès destaquen el vuit campionats de lliga consecutius guanyats entre 2014 i 2021.

## Palmarès
- Lliga turcmana de futbol:[3][4]
  - 2014, 2015, 2016, 2017, 2018, 2019, 2020, 2021
- Copa turcmana de futbol:
  - 2009, 2015, 2016, 2019, 2020
- Supercopa turcmana de futbol:[5]
  - 2015, 2016, 2017, 2018, 2019, 2020, 2021, 2022
- Copa President turcmana de futbol:
  - 2010, 2011